# Pseudosphaeroma campbellense
Pseudosphaeroma campbellense är en kräftdjursart som beskrevs av Charles Chilton 1909. Pseudosphaeroma campbellense ingår i släktet Pseudosphaeroma och familjen klotkräftor.
Artens utbredningsområde är havet kring Nya Zeeland. Inga underarter finns listade i Catalogue of Life.